# Silla (rappeur)
Pour les articles homonymes, voir Silla.
Silla (de son vrai nom Matthias Schulze ; né le 5 mai 1984), anciennement Godsilla, est un rappeur allemand originaire de Berlin. Il a longtemps été sous contrat avec le label discographique indépendant berlinois I Luv Money Records. De septembre 2011 à fin 2014, il travaille pour le label Maskulin Music Group de Fler. Depuis 2015, Silla est sous contrat avec le label Major Movez de DJ Gan-G.

## Biographie

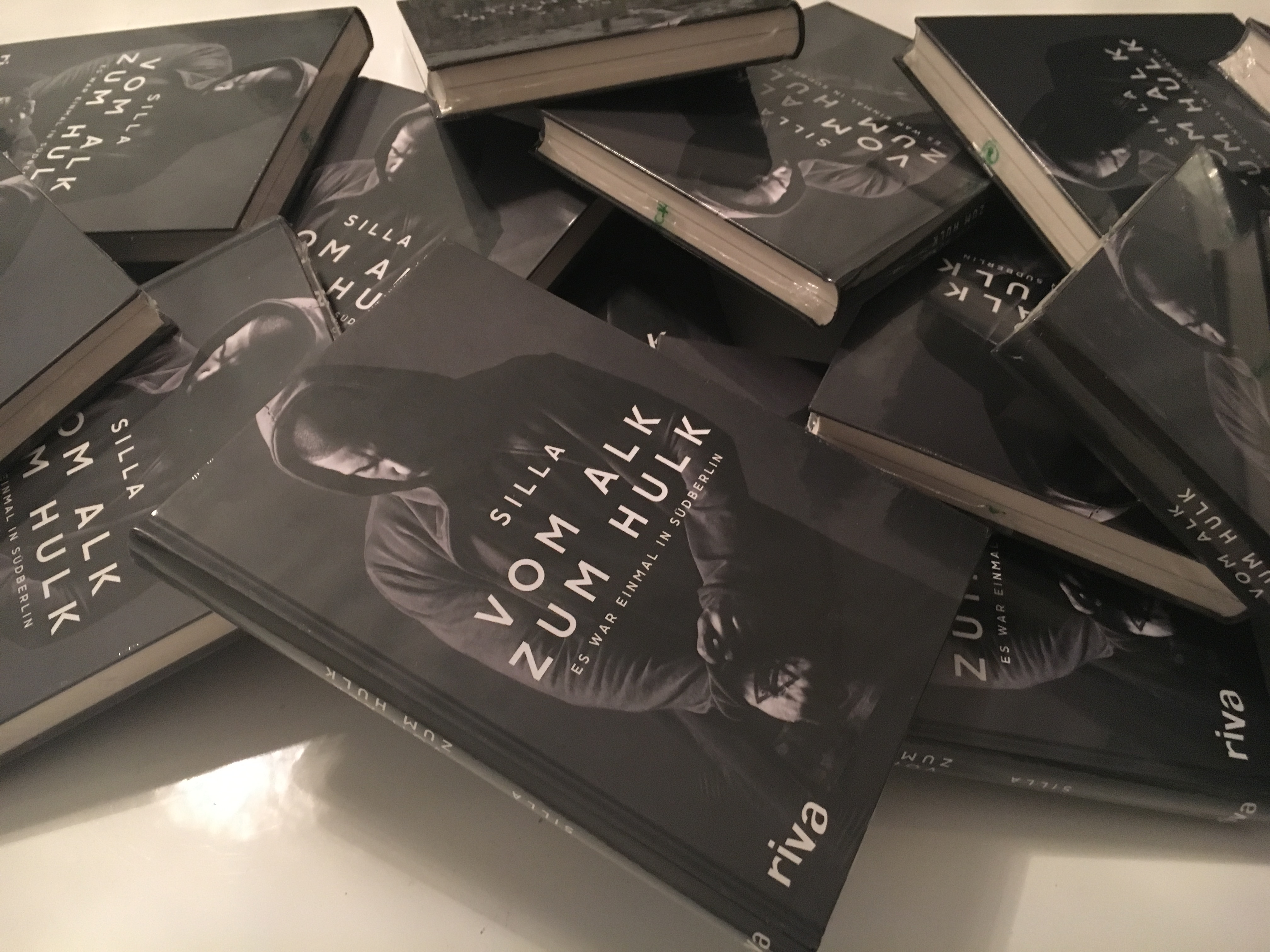
Autobiographie du rappeur, Vom Alk zum Hulk: Es war einmal in Südberlin.

Son père était fonctionnaire et sa mère secrétaire. À l'école, Silla fait la connaissance de l'actuel propriétaire de I Luv Money Records, King Orgasmus One. Par l'intermédiaire de King Orgasmus One, Silla entre en contact avec de nombreuses figures actuelles du rap allemand. Depuis le 2 janvier 2020, il est marié à la mannequin autrichienne Lexy Hell.
En 2002, Bushido, membre fondateur de I Luv Money Records, quitte le label berlinois. Le problème qui en a résulté pour King Orgasmus One et son ami Bass Sultan Hengzt, qui n'avaient plus de studio pour enregistrer après le départ de Bushido, a pu être résolu par Silla grâce à son contact avec le Berlinois Serk. Serk, qui disposait d'un studio, avait fait la connaissance de Silla peu de temps auparavant. Il fait ses débuts en tant qu'artiste sur l'album de King Orgasmus One F*ck mich! und halt dein Maul, qui est entre-temps mis à l'index. Silla apparait en featuring sur le premier album, Hengzt, Rap braucht kein Abitur, de Bass Sultan, qui a été entre-temps mis à l'index, ce qui est sa deuxième apparition sur une publication.
Le 29 août 2008, l'album collaboratif avec Fler, Südberlin Maskulin, est publié. L'album atteint la 22e place des charts. Le contact avec Fler s'établit grâce aux contacts communs avec le producteur Djorkaeff, qui est ensuite le producteur principal de Südberlin Maskulin. En février 2009, il annonce qu'il n'était plus sous contrat avec I Luv Money Records. En même temps, il annonce la sortie de son quatrième album solo, Silla Instinkt. Cependant, ses frasques alcooliques se multiplient par la suite, raison pour laquelle il ne réussit pas à signer avec un nouveau label discographique. Le 18 juin 2009, il est hospitalisé avec un taux d'alcoolémie de 4,9 pour mille, où il a dû être réanimé.
En avril 2010, la société japonaise Tōhō, détentrice des droits du personnage Godzilla, contacte le rappeur berlinois, le menaçant de poursuites judiciaires. Elle reprochait à Silla de profiter injustement du personnage du film. Silla lui-même estimait que ses chances de gagner un procès contre la multinationale étaient faibles, évoquant notamment son manque de moyens financiers. Il décide de ne plus se produire que sous le nom de scène de Silla. Le 4 mars 2011, Silla sort son quatrième album solo, Silla Instinkt, sur le label berlinois I Luv Money Records. L'album se classe à la 30e place des charts allemands. Silla rejoint ensuite le label Maskulin du rappeur Fler et sort avec lui le 9 mars 2012 l'album Südberlin Maskulin II, qui fait suite à son prédécesseur de 2008.
En juin 2012, I Luv Money Records publie les trois premiers albums solo sous le titre de Monsterbox, y compris l'album Wiederbelebt, composé de chansons inédites. Ce dernier se classe à la 10e place du hit-parade allemand des albums. Le sixième album solo de Silla, Die Passion Whisky, est publié le 7 décembre 2012 par Maskulin et atteint la 15e place du classement des albums allemands.
Le septième album solo de Silla, Audio Anabolika, sort le 21 novembre 2014 et atteint la 12e place des charts allemands. Son huitième album Vom Alk zum Hulk suit le 7 août 2015 et se hisse à la cinquième place des charts allemands des albums, ce qui fait de Silla son plus grand succès en termes de charts à ce jour. En automne 2016, son autobiographie est publiée par les éditions RIVA ainsi que son neuvième album solo Es war einmal in Südberlin. La même année, Spiegel TV le qualifie de rappeur probablement le plus fort d'Allemagne.
À partir du 1er mars 2015, le rappeur commercialise, en collaboration avec le préparateur physique Julian Zietlow, un concept d'entraînement intitulé Brust und Bizeps, qui n'était déjà plus disponible en juin 2017. Le 7 juillet 2017, le dixième album solo de Silla, Blockchef, sort et atteint la 31e place des charts. Silla Instinkt 2, le onzième album solo, suit le 20 septembre 2019.
En avril 2020, le rappeur Azzi Memo sort le titre Bist du wach? avec 18 autres musiciens, dont Silla. La chanson vise en premier lieu le racisme. Parallèlement, elle rend également hommage aux victimes de l'attentat de Hanau en février 2020. Le single se hisse à la 31e place du hit-parade allemand des singles.

## Discographie
- 2004 : Übertalentiert
- 2006 : Massenhysterie
- 2007 : City of God
- 2011 : Silla Instinkt
- 2012 : Wiederbelebt
- 2012 : Die Passion Whisky
- 2014 : Audio Anabolika
- 2015 : Vom Alk zum Hulk
- 2016 : Es war einmal in Südberlin
- 2017 : Blockchef
- 2019 : Silla Instinkt 2
- 2021 : Unsterblich

## Publications
- (de) Vom Alk zum Hulk – Es war einmal in Südberlin, Riva Verlag, Munich, 2016,  (ISBN 978-3-86883-833-6).